# Pallanuoto ai campionati mondiali di nuoto 2005 - Torneo maschile
L'XI edizione dei campionati mondiali di pallanuoto si è disputata dal 18 al 30 luglio 2005 nell'ambito dell'undicesima edizione dei campionati mondiali di nuoto organizzati dalla FINA a Montréal, in Canada.
La formula della competizione è stata la stessa dell'edizione precedente.
La Serbia e Montenegro ha conquistato per la prima volta il titolo mondiale, sconfiggendo in finale i campioni uscenti dell'Ungheria. La Grecia ha ottenuto il bronzo battendo ai supplementari la Croazia.

## Calendario
|                  | Torneo maschile     |
| ---------------- | ------------------- |
| Fase preliminare | 18 - 20 - 22 luglio |
| Ottavi           | 24 luglio           |
| Quarti           | 26 luglio           |
| Semifinali       | 28 luglio           |
| Finali           | 30 luglio           |

## Squadre partecipanti
GRUPPO A
- Italia
- Russia
- Spagna
- Sudafrica

GRUPPO B
- Cuba
- Giappone
- Serbia e Montenegro
- Stati Uniti

GRUPPO C
- Canada
- Croazia
- Romania
- Ungheria

GRUPPO D
- Australia
- Cina
- Germania
- Grecia

## Fase preliminare

### Gruppo A
|    | Squadra   | Pt | G | V | P | S | GF | GS | Diff |
| -- | --------- | -- | - | - | - | - | -- | -- | ---- |
| 1. | Russia    | 6  | 3 | 3 | 0 | 0 | 24 | 18 | +6   |
| 2. | Spagna    | 4  | 3 | 2 | 0 | 1 | 25 | 17 | +8   |
| 3. | Italia    | 2  | 3 | 1 | 0 | 2 | 24 | 16 | +8   |
| 4. | Sudafrica | 0  | 3 | 0 | 0 | 3 | 15 | 37 | –22  |

| Data     | Ora   | Gara   | Gara   | Gara      |
| -------- | ----- | ------ | ------ | --------- |
| 18-07-05 | 09:30 | Russia | 11 - 7 | Sudafrica |
| 18-07-05 | 12:00 | Spagna | 7 - 5  | Italia    |
| 20-07-05 | 10:45 | Spagna | 11 - 4 | Sudafrica |
| 20-07-05 | 12:00 | Russia | 5 - 4  | Italia    |
| 22-07-05 | 10:45 | Russia | 8 - 7  | Spagna    |
| 22-07-05 | 12:00 | Italia | 15 - 4 | Sudafrica |

### Gruppo B
|    | Squadra             | Pt | G | V | P | S | GF | GS | Diff |
| -- | ------------------- | -- | - | - | - | - | -- | -- | ---- |
| 1. | Serbia e Montenegro | 6  | 3 | 3 | 0 | 0 | 46 | 10 | +36  |
| 2. | Stati Uniti         | 4  | 3 | 2 | 0 | 1 | 24 | 18 | +6   |
| 3. | Cuba                | 2  | 3 | 1 | 0 | 2 | 16 | 42 | –26  |
| 4. | Giappone            | 0  | 3 | 0 | 0 | 3 | 17 | 33 | –16  |

| Data     | Ora   | Gara                | Gara   | Gara        |
| -------- | ----- | ------------------- | ------ | ----------- |
| 18-07-05 | 10:45 | Stati Uniti         | 7 - 4  | Giappone    |
| 18-07-05 | 13:15 | Serbia e Montenegro | 21 - 1 | Cuba        |
| 20-07-05 | 09:30 | Serbia e Montenegro | 17 - 5 | Giappone    |
| 20-07-05 | 13:15 | Stati Uniti         | 13 - 6 | Cuba        |
| 22-07-05 | 09:30 | Cuba                | 9 - 8  | Giappone    |
| 22-07-05 | 12:00 | Serbia e Montenegro | 8 - 4  | Stati Uniti |

### Gruppo C
|    | Squadra  | Pt | G | V | P | S | GF | GS | Diff |
| -- | -------- | -- | - | - | - | - | -- | -- | ---- |
| 1. | Ungheria | 6  | 3 | 3 | 0 | 0 | 35 | 11 | +24  |
| 2. | Croazia  | 4  | 3 | 2 | 0 | 1 | 29 | 18 | +11  |
| 3. | Romania  | 2  | 3 | 1 | 0 | 2 | 18 | 22 | –4   |
| 4. | Canada   | 0  | 3 | 0 | 0 | 3 | 9  | 40 | –31  |

| Data     | Ora   | Gara     | Gara   | Gara    |
| -------- | ----- | -------- | ------ | ------- |
| 18-07-05 | 15:15 | Ungheria | 14 - 4 | Romania |
| 18-07-05 | 19:00 | Croazia  | 19 - 4 | Canada  |
| 20-07-05 | 15:15 | Croazia  | 6 - 4  | Romania |
| 20-07-05 | 19:00 | Ungheria | 11 - 3 | Canada  |
| 22-07-05 | 15:15 | Ungheria | 10 - 4 | Croazia |
| 22-07-05 | 19:00 | Romania  | 10 - 2 | Canada  |

### Gruppo D
|    | Squadra   | Pt | G | V | P | S | GF | GS | Diff |
| -- | --------- | -- | - | - | - | - | -- | -- | ---- |
| 1. | Grecia    | 6  | 3 | 3 | 0 | 0 | 29 | 16 | +13  |
| 2. | Germania  | 4  | 3 | 2 | 0 | 1 | 24 | 22 | +2   |
| 3. | Australia | 2  | 3 | 1 | 0 | 2 | 27 | 25 | +2   |
| 4. | Cina      | 0  | 3 | 0 | 0 | 3 | 16 | 33 | –17  |

| Data     | Ora   | Gara      | Gara   | Gara      |
| -------- | ----- | --------- | ------ | --------- |
| 18-07-05 | 16:30 | Grecia    | 11 - 4 | Cina      |
| 18-07-05 | 17:45 | Germania  | 9 - 8  | Australia |
| 20-07-05 | 16:30 | Grecia    | 8 - 4  | Germania  |
| 20-07-05 | 17:45 | Australia | 11 - 6 | Cina      |
| 22-07-05 | 16:30 | Germania  | 11 - 6 | Cina      |
| 22-07-05 | 17:45 | Grecia    | 10 - 8 | Australia |

## Fase Finale

### Tabellone
|  | Playoff          | Playoff          |                         |                     | Quarti di finale | Quarti di finale    |                  |                  | Semifinali      | Semifinali |  |  | Finale | Finale |
|  |                  |                  |                         |                     |                  |                     |                  |                  |                 |            |  |  |        |        |
|  |                  |                  |                         |                     | 26-07-05 - 15:15 |                     |                  |                  |                 |            |  |  |        |        |
|  | 24-07-05 - 20:15 |                  |                         |                     |                  |                     |                  |                  |                 |            |  |  |        |        |
|  | A1: Russia       | 4                |                         |                     |                  |                     |                  |                  |                 |            |  |  |        |        |
|  | A1: Russia       | 4                | C2: Croazia             | 10                  | 28-07-05 - 20:15 | 28-07-05 - 20:15    |                  |                  |                 |            |  |  |        |        |
|  |                  | Croazia          | C2: Croazia             | 10                  | 28-07-05 - 20:15 | 28-07-05 - 20:15    | 6                |                  |                 |            |  |  |        |        |
|  | D3: Australia    | Croazia          | 6                       |                     | Croazia          | 4                   | 6                |                  |                 |            |  |  |        |        |
|  | D3: Australia    | 26-07-05 - 16:30 | 6                       |                     | Croazia          | 4                   |                  |                  |                 |            |  |  |        |        |
|  | 24-07-05 - 21:30 | 24-07-05 - 21:30 |                         | Serbia e Montenegro | 5                |                     |                  |                  |                 |            |  |  |        |        |
|  | 24-07-05 - 21:30 | 24-07-05 - 21:30 | B1: Serbia e Montenegro | Serbia e Montenegro | 5                | 10                  |                  |                  |                 |            |  |  |        |        |
|  | D2: Germania     | 5                | B1: Serbia e Montenegro |                     |                  | 10                  | 30-07-03 - 13:00 | 30-07-03 - 13:00 |                 |            |  |  |        |        |
|  | D2: Germania     | 5                |                         | Romania             | 8                |                     | 30-07-03 - 13:00 | 30-07-03 - 13:00 |                 |            |  |  |        |        |
|  | C3: Romania      | 6                |                         | Romania             | 8                | Serbia e Montenegro | 8                |                  |                 |            |  |  |        |        |
|  | C3: Romania      | 6                | 26-07-05 - 20:15        |                     |                  | Serbia e Montenegro | 8                |                  |                 |            |  |  |        |        |
|  | 24-07-05 - 12:00 | 24-07-05 - 12:00 |                         | Ungheria            | 7                |                     |                  |                  |                 |            |  |  |        |        |
|  | 24-07-05 - 12:00 | 24-07-05 - 12:00 | C1: Ungheria            | Ungheria            | 7                | 8                   |                  |                  |                 |            |  |  |        |        |
|  | A2: Spagna       | 17               | C1: Ungheria            | 28-07-05 - 21:30    | 28-07-05 - 21:30 | 8                   |                  |                  |                 |            |  |  |        |        |
|  | A2: Spagna       | 17               |                         | 28-07-05 - 21:30    | 28-07-05 - 21:30 | Spagna              | 6                |                  |                 |            |  |  |        |        |
|  | B3: Cuba         | 2                |                         | Ungheria            | 7                | Spagna              | 6                | Finale 3º posto  | Finale 3º posto |            |  |  |        |        |
|  | B3: Cuba         | 2                | 26-07-05 - 21:30        | Ungheria            | 7                |                     |                  | Finale 3º posto  | Finale 3º posto |            |  |  |        |        |
|  | 24-07-05 - 13:15 | 24-07-05 - 13:15 |                         | Grecia              | 6                |                     | 30-07-03 - 14:30 | 30-07-03 - 14:30 |                 |            |  |  |        |        |
|  | 24-07-05 - 13:15 | 24-07-05 - 13:15 | D1: Grecia              | Grecia              | 6                | 13                  | 30-07-03 - 14:30 | 30-07-03 - 14:30 |                 |            |  |  |        |        |
|  | B2: Stati Uniti  | 5                | D1: Grecia              |                     |                  | 13                  | Croazia          | 10               |                 |            |  |  |        |        |
|  | B2: Stati Uniti  | 5                |                         | Italia              | 9                |                     | Croazia          | 10               |                 |            |  |  |        |        |
|  | A3: Italia       | 6                |                         | Italia              | 9                | Grecia              | 11               |                  |                 |            |  |  |        |        |
|  | A3: Italia       | 6                |                         |                     |                  | Grecia              | 11               |                  |                 |            |  |  |        |        |

### Play-off
| Montréal 24 luglio 2005, ore 12:00 | Spagna | 17 – 2 (6-1, 4-1, 4-0, 3-0) | Cuba | Parc Jean-Drapeau |

| Montréal 24 luglio 2005, ore 13:15 | Stati Uniti | 5 – 6 (1-2, 0-0, 1-3, 2-1) | Italia | Parc Jean-Drapeau |

| Montréal 24 luglio 2005, ore 20:15 | Croazia | 10 – 6 (3-0, 4-3, 1-3, 2-0) | Australia | Parc Jean-Drapeau |

| Montréal 24 luglio 2005, ore 21:30 | Germania | 5 – 6 (3-3, 1-0, 1-3, 0-0) | Romania | Parc Jean-Drapeau |

### Quarti di finale
| Montréal 26 luglio 2005, ore 15:15 | Russia | 4 – 6 (1-0, 1-4, 1-2, 1-0) | Croazia | Parc Jean-Drapeau |

| Montréal 26 luglio 2005, ore 16:30 | Serbia e Montenegro | 10 – 8 (3-2, 3-1, 1-3, 3-2) | Romania | Parc Jean-Drapeau |

| Montréal 26 luglio 2005, ore 20:15 | Ungheria | 8 – 6 (3-1, 3-0, 1-1, 1-4) | Spagna | Parc Jean-Drapeau |

| Montréal 26 luglio 2005, ore 21:30 | Grecia | 13 – 9 (2-3, 4-2, 4-3, 3-1) | Italia | Parc Jean-Drapeau |

### Semifinali
| Montréal 28 luglio 2005, ore 20:15 | Croazia | 4 – 5 (2-3, 0-0, 0-1, 2-1) | Serbia e Montenegro | Parc Jean-Drapeau |

| Montréal 28 luglio 2005, ore 21:30 | Ungheria | 7 – 6 (2-1, 3-2, 1-1, 1-2) | Grecia | Parc Jean-Drapeau |

#### 5º - 8º posto
| Montréal 28 luglio 2005, ore 12:00 | Russia | 7 – 11 (1-2, 2-4, 2-2, 2-3) | Romania | Parc Jean-Drapeau |

| Montréal 28 luglio 2005, ore 13:15 | Spagna | 7 – 4 (0-2, 1-0, 3-1, 3-1) | Italia | Parc Jean-Drapeau |

#### 9º - 12º posto
| Montréal 26 luglio 2005, ore 12:00 | Australia | 16 – 3 (4-1, 5-1, 4-1, 3-0) | Cuba | Parc Jean-Drapeau |

| Montréal 26 luglio 2005, ore 13:15 | Germania | 5 – 3 (1-2, 0-1, 3-0, 1-0) | Stati Uniti | Parc Jean-Drapeau |

#### 13º - 16º posto
| Montréal 24 luglio 2005, ore 09:30 | Sudafrica | 8 – 13 (2-2, 2-4, 0-3, 4-4) | Giappone | Parc Jean-Drapeau |

| Montréal 24 luglio 2005, ore 10:45 | Canada | 11 – 5 (3-2, 4-3, 2-0, 2-0) | Cina | Parc Jean-Drapeau |

### Finali

#### 15º posto
| Montréal 26 luglio 2005, ore 09:30 | Sudafrica | 7 – 6 (2-3, 3-1, 2-1, 0-1) | Cina | Parc Jean-Drapeau |

#### 13º posto
| Montréal 26 luglio 2005, ore 10:45 | Giappone | 8 – 10 (3-2, 3-1, 1-4, 1-2) | Canada | Parc Jean-Drapeau |

#### 11º posto
| Montréal 26 luglio 2005, ore 09:30 | Cuba | 6 – 10 (0-2, 2-4, 0-2, 4-2) | Stati Uniti | Parc Jean-Drapeau |

#### 9º posto
| Montréal 28 luglio 2005, ore 10:45 | Australia | 5 – 11 (1-2, 0-4, 0-2, 4-3) | Germania | Parc Jean-Drapeau |

#### 7º posto
| Montréal 30 luglio 2005, ore 09:30 | Russia | 7 – 6 (3-1, 1-1, 0-2, 3-2) | Italia | Parc Jean-Drapeau |

#### 5º posto
| Montréal 30 luglio 2005, ore 10:45 | Romania | 7 – 8 (2-2, 1-3, 2-2, 2-1) | Spagna | Parc Jean-Drapeau |

#### 3º posto
| Montréal 30 luglio 2005, ore 13:00 | Croazia | 10 – 11 (d.2t.s.) (1-2, 3-3, 2-1, 3-3; 0-0, 1-2) | Grecia | Parc Jean-Drapeau |

#### 1º posto
| Montréal 30 luglio 2005, ore 14:30 | Serbia e Montenegro | 8 – 7 (1-1, 2-2, 2-2, 3-2) | Ungheria | Parc Jean-Drapeau |

## Classifica Finale
| Pos.    | Squadra             |
| ------- | ------------------- |
| Oro     | Serbia e Montenegro |
| Argento | Ungheria            |
| Bronzo  | Grecia              |
| 4       | Croazia             |
| 5       | Spagna              |
| 6       | Romania             |
| 7       | Russia              |
| 8       | Italia              |
| 9       | Germania            |
| 10      | Australia           |
| 11      | Stati Uniti         |
| 12      | Cuba                |
| 13      | Canada              |
| 14      | Giappone            |
| 15      | Sudafrica           |
| 16      | Cina                |

## Medaglie
| Oro | Argento | Bronzo |
| --- | --- | --- |
| Serbia e Montenegro Denis Šefik Petar Trbojević Nikola Janović Vanja Udovičić Dejan Savić Danilo Ikodinović Slobodan Nikić Vladimir Gojković Boris Zloković Aleksandar Šapić Vladimir Vujasinović Predrag Jokić Zdravko Radić Allenatore Petar Porobić | UngheriaZoltán Szécsi Dániel Varga Norbert Madaras Ádám Steinmetz Tamás Kásás Attila Vári Gergely Kiss Csaba Kiss Rajmund Fodor Márton Szívós István Gergely Tamás Molnár Péter Biros Allenatore Dénes Kemény | GreciaGeorgios Reppas Anastasios Schizas Dimitrios Mazis Emmanouil Mylonakis Theodoros Chatzitheodorou Argyrīs Theodōropoulos Chrīstos Afroudakīs Georgios Ntoskas Georgios Afroudakis Stefanos-Petros Santa Antōnīs Vlontakīs Manthos Voulgarakis Nikolaos Deligiannis Allenatore Sandro Campagna |